# Hockeria burdicki
Hockeria burdicki is een vliesvleugelig insect uit de familie bronswespen (Chalcididae). De wetenschappelijke naam is voor het eerst geldig gepubliceerd in 2000 door Halstead.